# Підступні покоївки
«Підступні покоївки» (англ. Devious Maids) — американський комедійно-драматичний телевізійний серіал, створений Марком Черрі, прем'єра якого відбулася 23 червня 2013 року на каналі Lifetime. Серіал розповідає про чотирьох латиноамериканських дівчат, які працюють покоївками в багатих будинках Беверлі-Хіллз. Під час проведення найбільшої, у вищому суспільстві, події року, в будинку своїх господарів була знайдена вбитою їх найкраща подруга, яка забрала їх таємницю з собою. У серіалі задіяний жіночий акторський склад на чолі з Анною Ортіс, яка виконала провідну роль, тоді як Данія Рамірес, Розалін Санчес і Джуді Реєс зіграли основних покоївок. 
Спочатку пілотний епізод знімався для ABC, однак він не дозволив продовження виробництва серіалу, а незабаром після цього Lifetime зацікавився проєктом. Зрештою канал Lifetime дав дозвіл на створення телесеріалу в червні 2012 року. Перший сезон появився на екранах телеглядачів через рік після замовлення проєкту — 23 червня 2013 року  і складався з 13 епізодів.
Серіал був підданий критиці за стереотипні уявлення про латиноамериканців, неоригінальну концепцію та сюжетні лінії, хоча Ана Ортіс, Ребека Вісоккі та Сьюзен Луччі, отримували високі оцінки за свою акторську гру. Проте серіал домігся успіху в телевізійних рейтингах в ході першого сезону, стартуючи з менш ніж двома мільйонами глядачів, і закінчивши сезон з трьома мільйонами. Показ телесеріалу продовжили ще на 3 сезони. Однак 1 вересня 2016 канал Lifetime оголосив про закриття серіалу.

## Сюжет
Творці культового вже серіалу «Відчайдушні домогосподарки» — Марк Черрі та Єва Лонгорія представили свій новий телесеріал «Підступні покоївки». Вбивства та постійний хаос — це часті гості найбагатших каліфорнійських маєтків. Класова війна ніколи не була настільки веселою та брудною, тим більше, що поставлений персонал настільки ж мудрий, дотепний і кмітливий. Сюжет фокусується на житті кількох дівчат, які пов'язані одна з одною не тільки через свою роботу, але і через їхнє латиноамериканське походження. Жінки спільно відчувають і сімейні драми, і особисті підйоми та падіння. Їм доводиться справлятися з різними та несподіваними ситуаціями, однією з яких стала загибель їхньої подруги, так що тепер вони зберігають свій секрет, але продовжують працювати на своїх господарів, розпещених грошима і можливостями.

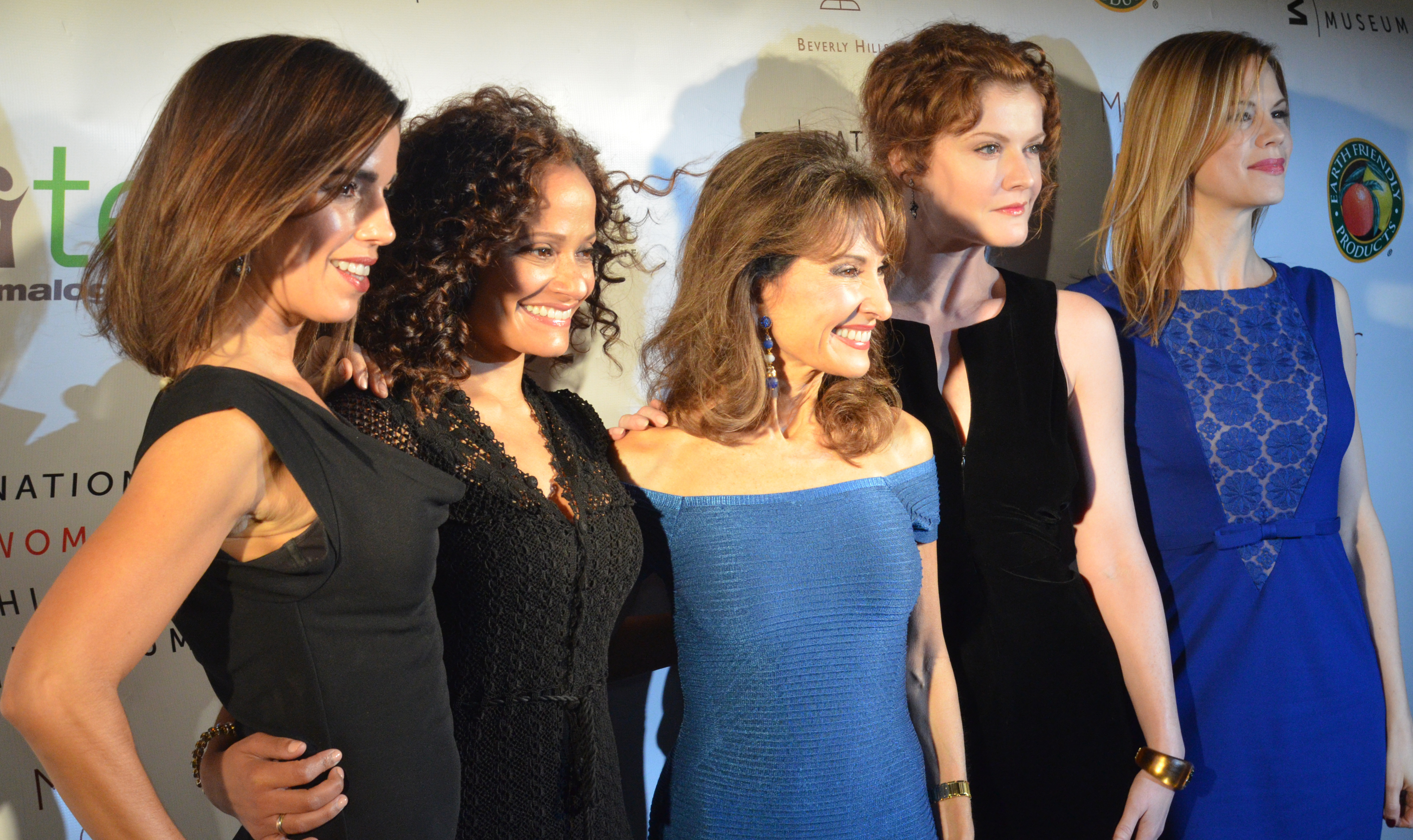
Актори серіалу

## Виробництво

### Історія створення
ABC купив сценарій пілотного епізоду, заснованого на форматі мексиканської мильної опери Ellas son la Alegría del Hogar в середині жовтня 2011 року, а замовив зйомки пілотного епізоду 31 січня 2012 року, які проходили в березні-квітні того ж року. На початкових етапах виробництва проєкт був на першому місці серед своїх конкурентів на затвердження сезону 2012-13 на каналі, але в кінцевому результаті ABC відмовився від проєкту. Відразу після цього з'явилися чутки, що телеканал Lifetime зацікавився сценарієм і розглядає можливість замовлення зйомок першого сезону. Після тривалих переговорів у плані фінансової складової та місця зйомок канал офіційно замовив виробництво першого сезону, який буде складатися з тринадцяти епізодів.

### Кастинг
Кастинг на основні ролі розпочався в лютому 2012 року. Данія Рамірез стала першою актрисою, затвердженою на роль в серіалі 15 лютого. Два дні потому було оголошено, що Ана Ортіс гратиме головну роль. 23 лютого Джуді Реєс і Розалін Санчес отримали ролі двох інших покоївок. Актриса Джина Родрігес стала початковим вибором на роль молодої покоївки, але вона відмовилася, пізніше стверджуючи про своє небажання грати стереотипну роль. Крім того, актриса Еді Ганем також отримала роль в серіалі.
На ролі роботодавців запросили Ребеку Вісоккі, а пізніше, на початку, травня Бріана Брауна, Дрю ван Екера, Бретта Каллена, Маріана Клавено, Гранта Шоу і Тома Ірвіна. 9 березня було оголошено, що відома актриса серіалів Сьюзен Луччі гратиме роль світської левиці. Анжеліку Кебрал одразу було затверджено на роль суперзірки, на яку працює персонаж Санчес, проте, коли сценарій був переписаний для Lifetime, її звільнили.
Мелінда Пейдж Хемілтон незабаром отримала епізодичну роль в першому сезоні з умовою на те, що стане актрисою основного складу в другому сезоні. Крім того, деякі актори з серіалу «Відчайдушні домогосподарки», а саме: Річард Берджі, Андреа Паркер, Джолі Дженкінс та Ліз Торрес появились в деяких епізодах.

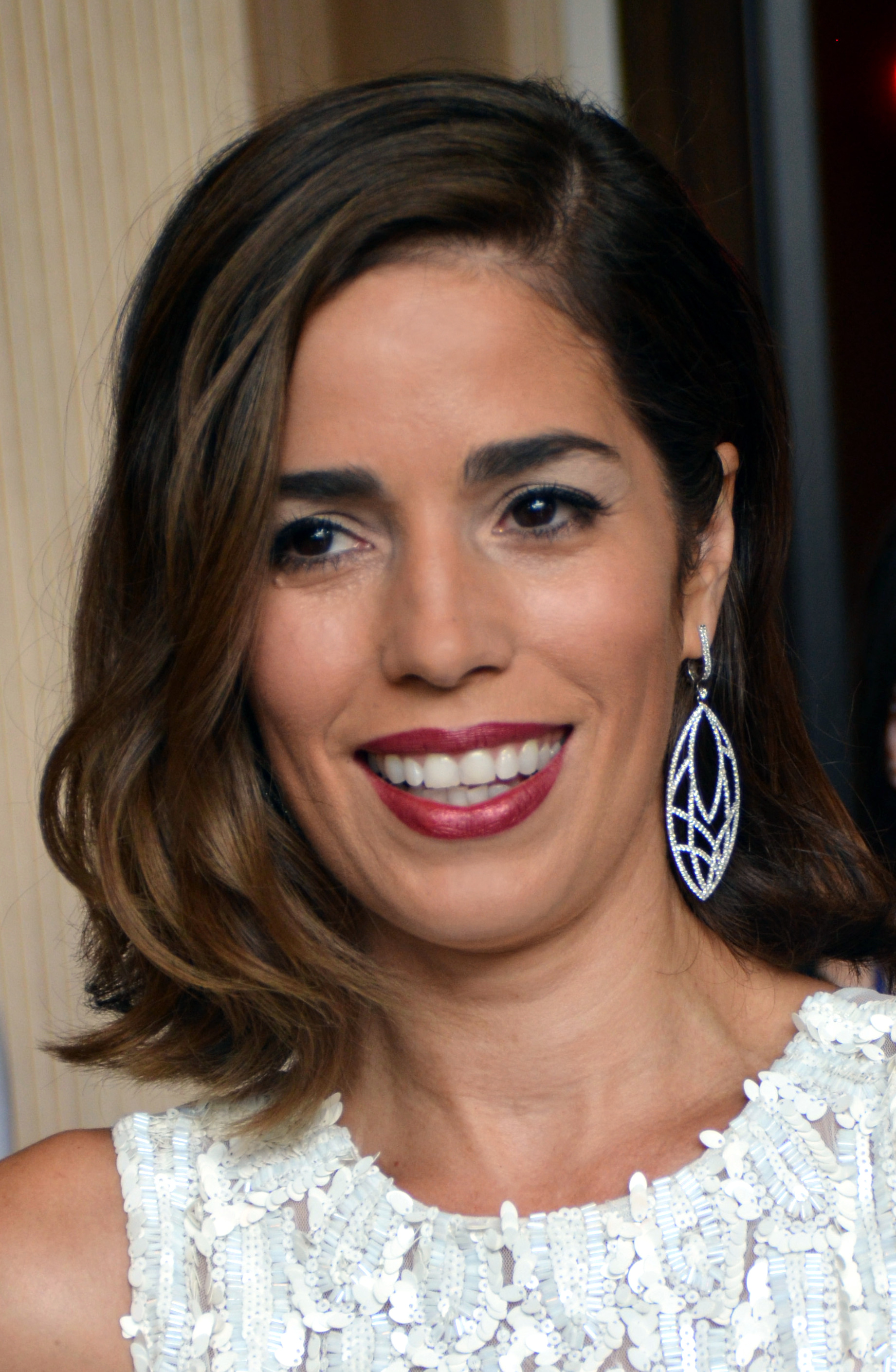
Ана Ортіс
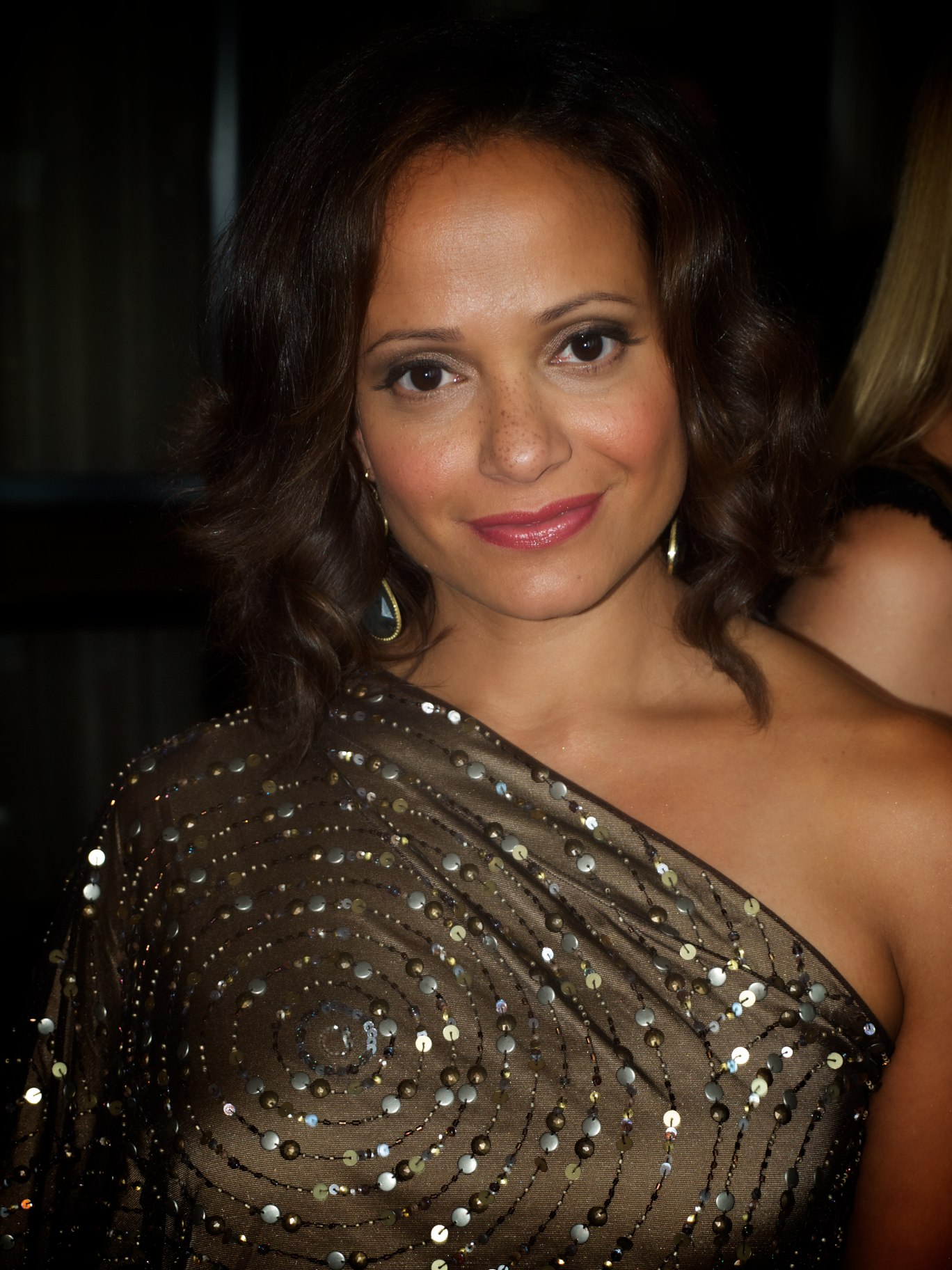
Джуді Реєс
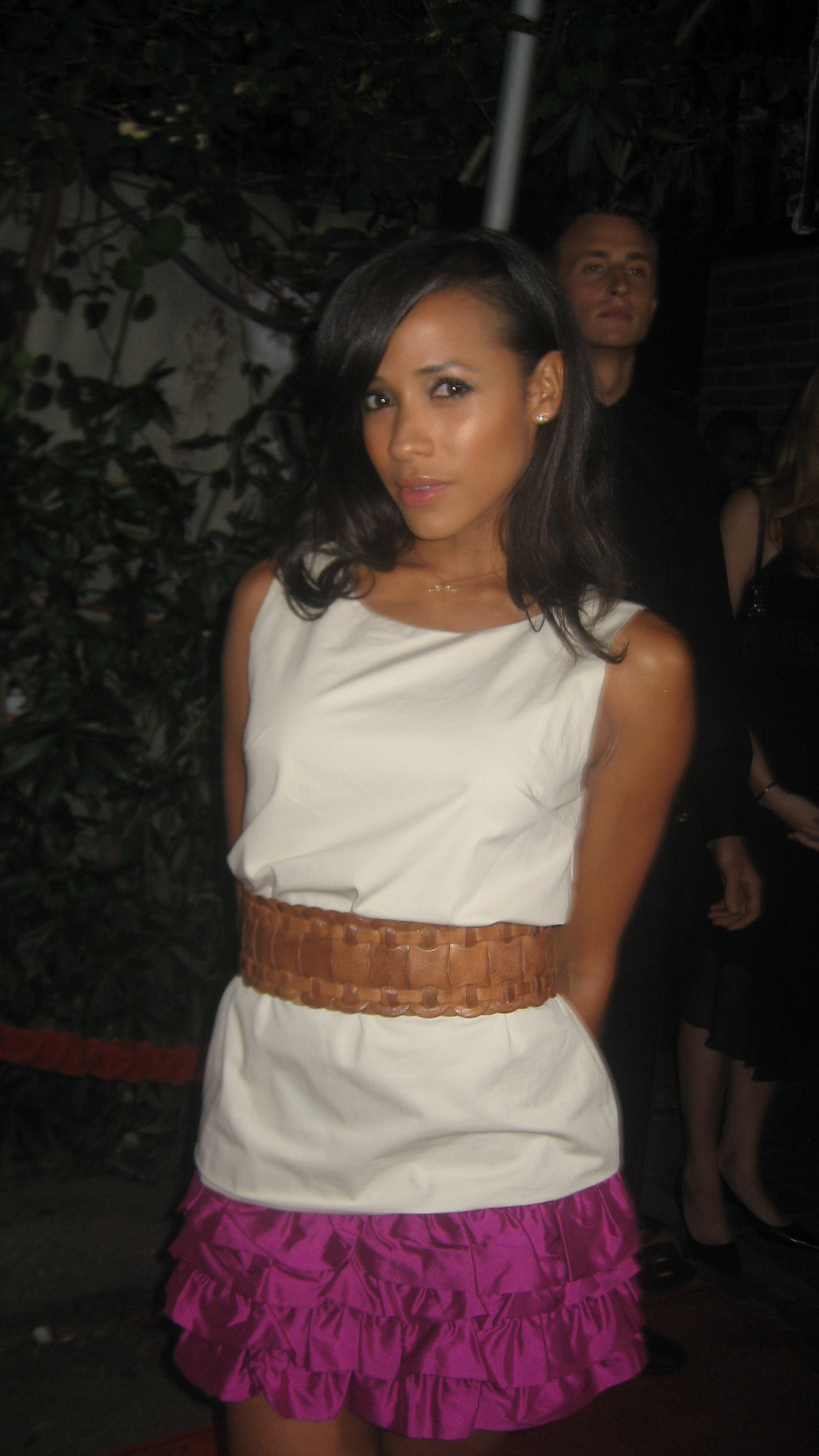
Данія Рамірез

### Місце зйомок
Пілотний епізод для ABC знімався в Лос-Анджелесі, а починаючи з 21 березня 2012 року в Беверлі-Хіллз. Коли канал Lifetime отримав права на проєкт, то як наслідок відбулися значні скорочення як зарплат, так і виробничих бюджетів, тому зйомки були перенесені в Атланту, штат Джорджія.

## Актори та персонажі

### Основний склад
| Ана Ортіс        | Марісоль Суарес / Дуарте / Диринг | Регулярно | Регулярно | Регулярно  | Регулярно |           |           |           |           |           |           |           |           |           |           |           |           |           |           |           |           |           |           |           |           |           |           |           |           |           |           |           |           |           |           |
| Данія Рамірес    | Розі Фальта / Уестмор             | Регулярно | Регулярно | Регулярно  | Регулярно |           |           |           |           |           |           |           |           |           |           |           |           |           |           |           |           |           |           |           |           |           |           |           |           |           |           |           |           |           |           |
| Розалін Санчес   | Кармен Луна                       | Регулярно | Регулярно | Регулярно  | Регулярно |           |           |           |           |           |           |           |           |           |           |           |           |           |           |           |           |           |           |           |           |           |           |           |           |           |           |           |           |           |           |
| Джуді Реєс       | Зойла Діас                        | Регулярно | Регулярно | Регулярно  | Регулярно | Регулярно | Регулярно | Регулярно | Регулярно | Регулярно | Регулярно | Регулярно | Регулярно | Регулярно | Регулярно | Регулярно | Регулярно | Регулярно | Регулярно | Регулярно | Регулярно | Регулярно | Регулярно | Регулярно | Регулярно | Регулярно | Регулярно | Регулярно | Регулярно | Регулярно | Регулярно | Регулярно | Регулярно | Регулярно | Регулярно |
| Еді Ганем        | Валентина Діас                    | Регулярно | Регулярно | Періодично |           |           |           |           |           |           |           |           |           |           |           |           |           |           |           |           |           |           |           |           |           |           |           |           |           |           |           |           |           |           |           |
| Сьюзен Луччі     | Женев'єва Делатур                 | Регулярно | Регулярно | Регулярно  | Регулярно |           |           |           |           |           |           |           |           |           |           |           |           |           |           |           |           |           |           |           |           |           |           |           |           |           |           |           |           |           |           |
| Ребекка Вісоккі  | Евелін Пауелл                     | Регулярно | Регулярно | Регулярно  | Регулярно |           |           |           |           |           |           |           |           |           |           |           |           |           |           |           |           |           |           |           |           |           |           |           |           |           |           |           |           |           |           |
| Том Ірвін        | Адріан Пауелл                     | Регулярно | Регулярно | Регулярно  | Регулярно |           |           |           |           |           |           |           |           |           |           |           |           |           |           |           |           |           |           |           |           |           |           |           |           |           |           |           |           |           |           |
| Грант Шоу        | Спенс Уестмор                     | Регулярно | Регулярно | Регулярно  | Регулярно |           |           |           |           |           |           |           |           |           |           |           |           |           |           |           |           |           |           |           |           |           |           |           |           |           |           |           |           |           |           |
| Бріана Браун     | Тейлор Степпорд                   | Регулярно | Гість     | Регулярно  |           |           |           |           |           |           |           |           |           |           |           |           |           |           |           |           |           |           |           |           |           |           |           |           |           |           |           |           |           |           |           |
| Бретт Каллен     | Майкл Степпорд                    | Регулярно |           |            |           |           |           |           |           |           |           |           |           |           |           |           |           |           |           |           |           |           |           |           |           |           |           |           |           |           |           |           |           |           |           |
| Дрю ван Екер     | Реми Делатур                      | Регулярно | Регулярно | Регулярно  |           |           |           |           |           |           |           |           |           |           |           |           |           |           |           |           |           |           |           |           |           |           |           |           |           |           |           |           |           |           |           |
| Воле Паркс       | Сем Александер                    | Регулярно |           |            |           |           |           |           |           |           |           |           |           |           |           |           |           |           |           |           |           |           |           |           |           |           |           |           |           |           |           |           |           |           |           |
| Марк Деклін      | Ніколас Диринг                    |           | Регулярно |            |           |           |           |           |           |           |           |           |           |           |           |           |           |           |           |           |           |           |           |           |           |           |           |           |           |           |           |           |           |           |           |
| Джоанна П. Адлер | Опал Сінклер                      |           | Регулярно |            |           |           |           |           |           |           |           |           |           |           |           |           |           |           |           |           |           |           |           |           |           |           |           |           |           |           |           |           |           |           |           |
| Домінік Адамс    | Тоні Дошара                       |           | Регулярно |            |           |           |           |           |           |           |           |           |           |           |           |           |           |           |           |           |           |           |           |           |           |           |           |           |           |           |           |           |           |           |           |
| Колін Вуделл     | Ітан Сінклер                      |           | Регулярно |            |           |           |           |           |           |           |           |           |           |           |           |           |           |           |           |           |           |           |           |           |           |           |           |           |           |           |           |           |           |           |           |
| Натан Оуенс      | Джессі Морган                     |           |           | Регулярно  | Регулярно |           |           |           |           |           |           |           |           |           |           |           |           |           |           |           |           |           |           |           |           |           |           |           |           |           |           |           |           |           |           |
| Соль Родрігес    | Даніела Меркадо                   |           |           |            | Регулярно |           |           |           |           |           |           |           |           |           |           |           |           |           |           |           |           |           |           |           |           |           |           |           |           |           |           |           |           |           |           |
| Карлос Понсе     | Бен                               |           |           |            | Регулярно |           |           |           |           |           |           |           |           |           |           |           |           |           |           |           |           |           |           |           |           |           |           |           |           |           |           |           |           |           |           |

### Інші персонажі
- Метт Седеньо — Алехандро Рубіо
- Валері Махаффей — Олівія Райс
- Стівен Коллінз — Філіп Делатур
- Андреа Паркер — Бренда Колфакс
- Річард Берджі — Генрі
- Паула Гарсес — Флора
- Емі Пітц — Сьюзі

## Епізоди
| Сезон | Сезон | Епізодів | Оригінальні покази | Оригінальні покази |
| Сезон | Сезон | Епізодів | Прем'єра           | Фінал              |
| ----- | ----- | -------- | ------------------ | ------------------ |
|       | 1     | 13       | 23 червня 2013     | 22 вересня 2013    |
|       | 2     | 13       | 20 квітня 2014     | 13 липня 2014      |
|       | 3     | 13       | 1 червня 2015      | 24 серпня 2015     |
|       | 4     | 10       | 6 червня 2016      | 8 серпня 2016      |

## Нагороди та номінації
| Рік  | Нагорода            | Категорія                      | Перемоги та номінації | Результат |
| ---- | ------------------- | ------------------------------ | --------------------- | --------- |
| 2014 | NAMIC Vision Awards | Комедія                        | Підступні покоївки    | Номінація |
| 2014 | Imagen Awards       | Найкраща актриса - Телебачення | Ана Ортіс             | Перемога  |
| 2014 | Imagen Awards       | Найкраща актриса - Телебачення | Данія Рамірез         | Номінація |
| 2014 | Imagen Awards       | Найкраща актриса - Телебачення | Джуді Реєс            | Номінація |
| 2014 | Imagen Awards       | Найкраща актриса - Телебачення | Розалін Санчес        | Номінація |
| 2014 | Imagen Awards       | Найкраща актриса - Телебачення | Еді Ганем             | Номінація |
| 2015 | Imagen Awards       | Найкраща актриса - Телебачення | Ана Ортіс             | Номінація |
| 2015 | Imagen Awards       | Найкраща актриса - Телебачення | Данія Рамірез         | Номінація |
| 2015 | Imagen Awards       | Найкраща актриса - Телебачення | Джуді Реєс            | Номінація |
| 2015 | Imagen Awards       | Найкраща актриса - Телебачення | Розалін Санчес        | Номінація |

## Українське багатоголосе закадрове озвучення
Українською мовою серіал озвучено студією «Так Треба Продакшн» на замовлення телекомпанії «Новий канал» у 2018 році.
Ролі озвучували: Юрій Гребельник, Володимир та Дмитро Терещуки, Олександр Солодкий, Людмила Чиншева, Наталя Задніпровська, Марина Локтіонова, Вікторія Москаленко